# Saison 5 de MacGyver (2016)
 (mars 2021).
Si vous disposez d'ouvrages ou d'articles de référence ou si vous connaissez des sites web de qualité traitant du thème abordé ici, merci de compléter l'article en donnant les références utiles à sa vérifiabilité et en les liant à la section « Notes et références ».
Chronologie
Saison 4
La cinquième et dernière saison de la série d'action-aventure MacGyver de CBS a débuté le 4 décembre 2020 et s'est terminée le 30 avril 2021. La série est centrée sur la Fondation Phoenix fictive qui est une organisation secrète se faisant passer pour un groupe de réflexion. La série met en vedette Lucas Till, Tristin Mays, Justin Hires, Meredith Eaton, Levy Tran et Henry Ian Cusick.

## Généralités

### Synopsis
L'équipe doit faire face à la pandémie. Alors qu'ils retrouvent un semblant de vie normale, et pensant être débarrassés de Codex, ils vont se retrouver confrontés à un Codex 2.0.

### Diffusion[1]
- Aux États-Unis, la saison est diffusée à partir du 4 décembre 2020[2] sur CBS.
- En France, elle est diffusée depuis le 26 mars 2022 sur M6.

## Distribution[3]

### Acteurs principaux
- Lucas Till (VF : Axel Kiener) : Angus « Mac » MacGyver
- Justin Hires (VF : Jean-Baptiste Anoumon) : Wilt Bozer
- Tristin Mays (VF : Youna Noiret) : Riley Davis
- Meredith Eaton (VF : Déborah Perret) : Matilda « Matty » Webber
- Levy Tran (VF : Diane Dassigny) : Desiree « Desi » Nguyen
- Henry Ian Cusick (VF : Bruno Choel) : Russell « Russ/Rusty » Taylor

### Acteurs récurrents et invités
- Peter Weller : Elliot Mason (épisode 4)
- Jorge Garcia (VF : Jérôme Wiggins) : Jerry Ortega (épisode 8)
- David Dastmalchian (VF : Damien Ferrette) : Murdoc (épisode 10)

## Épisodes[4]

### Épisode 1:L'Hôtel de tous les dangers[5]
- États-Unis : 4 décembre 2020 sur CBS
- France : 26 mars 2022 sur M6

- Jessie T. Usher (Vincent)
- Jean Brassard (Egor)
- Anabelle Acosta (Paula)
- Enzo D'Agata (Luis)
- Vannessa Vasquez (Jane/Fake Paula)
- Juan Pablo Gamboa (Gustavo Salazar)
- Eugenie Bondurant (Susie)
- Brittany Pena (Portière)

### Épisode 2:Coup de maître[6]
- États-Unis : 11 décembre 2020 sur CBS
- France : 26 mars 2022 sur M6

- Sebastian Roche (Hannibal)
- Aimee Mullins (Jess Miller)
- Ian Hunter (Nick Evans)
- Michelle Lukes (Rebecca Meyers)
- Drew Lamkins (Otto)
- Zach Hanner (Henri Bellouse)
- Daniel Danca (Garde russe #1)
- Andre Pushkin (Sergei/Garde russe #2)
- Tangi Colombel (Commissaire-priseur russe)
- Jackie Prucha (Sue Meyers)
- Richard Garner (Paul Meyers)
- Mei Ritchart (Desi à 10ans)
- Nick Buggs (Melody)
- Eden Harper (Bully)

### Épisode 3:Il faut sauver Russ Taylor[7]
- États-Unis : 18 décembre 2020 sur CBS
- France : 2 avril 2022 sur M6

- Tobin Bell (Leland)
- Zach McGowan (Roman)
- Joe Pantoliano (Eric Andrews)
- Carmen Alexis (Agent du FBI)

### Épisode 4:Petit prodige[8]
- États-Unis : 8 janvier 2021 sur CBS
- France : 2 avril 2022 sur M6

- Peter Weller (Mason)
- Ben Wang (Eli Brown)
- Corey Jung (Eli jeune)
- Dollar Tan (Père de Eli)
- Gloria Tsai (Mère de Eli)
- Paul Yen (Jason)
- Michael Paul Chan (Dahn)
- Page Leong (Mimi)
- Bill Smitrovich (Joshua)
- Grace Thomas (Recruteur)

Après avoir rendu visite aux parents de Desi, Mac et Desi découvrent que le frère de Desi, médecin légiste, est contraint de faire passer la mort d'une victime de meurtre pour un suicide. Les personnes à l'origine de cette demande ont menacé de tuer ses parents s'il ne coopérait pas. Bien que la véritable profession de Desi reste un mystère pour sa famille, elle assure à son frère qu'elle et Mac peuvent l'aider. Ailleurs, Russ et Matty assistent à une cérémonie de remise de prix où ils tentent de recruter un adolescent génial. Peu après, ils remarquent que l'adolescent est suivi par ce que l'équipe est capable d'identifier comme étant des agents du FBI. Afin de découvrir quel agent a pu faire cavalier seul, ils consultent à contrecœur Elliot Mason, qui s'avère avoir un lien avec l'adolescent.

### Épisode 5:À Jack![9]
- États-Unis : 15 janvier 2021 sur CBS
- France : 2 avril 2022 sur M6

- Ernest Miller (Lt. Ray Walker)
- Bojana Novakovic (Anya Vitez)
- Nick E. Tarabay (Tibor Babic)
- Adele Drahos (Technicien)
- Christine Robert (Gardien Croate)

### Épisode 6:Troubles de voisinage[10]
- États-Unis : 22 janvier 2021 sur CBS
- France : 9 avril 2022 sur M6

- Dan Lauria (Lenny)
- Marie Thomas (Mallory Krengel)
- Camilla Arfwedson (Sofia Walker)
- Benjamin Keepers (Shane Steckler)
- Victor Turner (James Krengel)
- Nadia Lorencz (Robber/Nettoyeur#6)
- Sam Hargrave (Robber jeune/Nettoyeur #12)

### Épisode 7:Le Venin[11]
- États-Unis : 5 février 2021 sur CBS
- France : 9 avril 2022 sur M6

- Aly Michalka (Frankie)
- Marcus Deanda (Luiz)
- Jenny Cooper (Nina Harris)
- Patrick Wade (Ben)
- Alex Dauphin (Sandra)

### Épisode 8:Une vieille connaissance[12]
- États-Unis : 12 février 2021 sur CBS
- France : 16 avril 2022 sur M6

- Jorge Garcia (Jerry Ortega)
- Robert Patrick (Ian Cain)
- Carey Van Driest (Dr Novak)
- Sunny Mabrey (Recruteur)
- Daniel O'Callaghan (Vieil homme/Dr Viskoff)
- Jordan Trovillion (Infirmière)

### Épisode 9:Nouvelle menace[13]
- États-Unis : 19 février 2021 sur CBS
- France : 16 avril 2022 sur M6

- Brandon Quinn (Jace Olson)
- Rob Rowland (Finch)
- Chris Lindsay (Lieutenant)
- Roger Cross (Conor)

### Épisode 10:Association de malfaiteurs[14]
- États-Unis : 5 mars 2021 sur CBS
- France : 23 avril 2022 sur M6

- David Dastmalchian (Murdoc)
- Joe Pantoliano (Andrews)

### Épisode 11:Résistance[15]
- États-Unis : 26 mars 2021 sur CBS
- France : 23 avril 2022 sur M6

- Deepti Gupta (Priya Chanani)
- Scott Holroyd (Kevin)
- Alexandra Grey (Parker)
- Tina Ivlev (Teo)
- Jeremy Crutchley (Dr Silas Mercer)

### Épisode 12:Mariage princier[16]
- États-Unis : 2 avril 2021 sur CBS
- France : 23 avril 2022 sur M6

- Camilla Arfwedson (Sofia)
- Harlan Drum (Brooklyn)
- Aneesha Joshi (Rani Kumari)
- Noah Khyle (Oliver Hughes)
- Alexandra Grey (Parker)
- Steve Alderfer (Rudolf Von Stupensen)
- Malone Thomas (Elise Deveroux)
- Nandini Minocha (Sumita)
- Ahmed Lucan (Nitesh)
- Matt Fowler (Broker)

### Épisode 13:Les Mains de Mac[17]
- États-Unis : 9 avril 2021 sur CBS
- France : 30 avril 2022 sur M6

- Peter Allas (Marco Vecchi)
- Fabio Massimo Bonini (Franco Scuro)
- Amy Dionne (Dr Sandria)
- Victoria Ric (Carla Giordano)
- Matt Fowler (Broker)
- Melanie Minichino (Simona Amelia Scuro)
- Vincent Aleandri (Nicola)
- Gianfranco Folchitto (Guido)

### Épisode 14:In memorian[18]
- États-Unis : 16 avril 2021 sur CBS
- France : 30 avril 2022 sur M6

- Ernie Hudson (Milton Bozer)
- Wendy Raquel Robinson (Lauretta Bozer)
- Reef Cali (MacGyver jeune)
- Chase Brown (Bozer jeune)
- Harlan Drum (Brooklyn)
- Matt Battaglia (Homme réservé/Réparateur)
- Alain Uy (Dr Basco Fox)
- Emerson Paige (Sara)
- Michael Placencia (Agent de sécurité)
- Malachi Malik (Contremaître)
- Paul Vincent Freeman (Officier Asato)
- Matt Fowler (Broker)
- Sherry Richards (Tante Pamela)
- Tom Nowicki (Orson Marcato)
- Alexandra Grey (Parker)

### Épisode 15:Les Cobayes[19]
- États-Unis : 30 avril 2021 sur CBS
- France : 30 avril 2022 sur M6

- Amy Dionne (Dr Sandria)
- Alexandra Grey (Parker)
- Shi Ne Nielson (Jennifer Poole)
- Jennifer Griffin (Helga)
- Tom Nowicki (Orson Marcato)
- Ajay Vishwanathan (Cresta)
- Charles Carson Monroe (Dad Bod)
- Harlan Drum (Brooklyn)
- Paige Stanco (Sara)
- Jai'len Josey (Chanteur)